# Mario Rosas
Ne doit pas être confondu avec Mario Rosa.
Mario Alberto Rosas Montero, né le 22 mai 1980 à Malaga (Andalousie, Espagne), est un footballeur espagnol qui joue au poste de milieu de terrain.

## Biographie
Mario Rosas est issu de La Masia, le centre de formation du FC Barcelone. Grâce à Esteban Vigo, il arrive à La Masia à l'âge de 14 ans en provenance de Málaga. Mario Rosas devient vite un des meilleurs espoirs du Barça et est sélectionné par l'équipe d'Espagne junior.
Lors de sa première saison (1997-1998) avec le FC Barcelone B, il inscrit 18 buts. L'entraîneur Louis van Gaal le fait débuter en équipe première le 15 mai 1998 face à l'UD Salamanque lors de la dernière journée de championnat alors que le Barça est déjà champion.
Toutefois, il ne parvient pas à s'imposer au FC Barcelone et en 2000 il signe avec le Deportivo Alavés.
Il joue ensuite dans diverses équipes de deuxième division. En 2005, il rejoint le CD Castellón où il devient un pilier de l'équipe. Il reste dans ce club jusqu'en 2009.

## Palmarès
Avec le FC Barcelone :
- Champion d'Espagne en 1998

## Parcours d'entraîneur
- juil. 2018-juin 2019 :  Novelda CF
- juil. 2021-jan. 2022 :  HNK Šibenik
- jan. 2023-juin 2023 :  Al Riffa SC
- depuis oct. 2023 :  AC Bellinzone